# Leiocassis
Leiocassis és un gènere de peixos de la família dels bàgrids i de l'ordre dels siluriformes.

## Taxonomia
- Leiocassis aculeatus (Ng & Hadiaty, 2005)[2]
- Leiocassis argentivittatus (Regan, 1905)
- Leiocassis collinus (Ng & Lim, 2006)[3]
- Leiocassis crassilabris (Günther, 1864)[4]
- Leiocassis doriae (Regan, 1913)[5]
- Leiocassis ellenriederii (Bleeker, 1860)
- Leiocassis hosii (Regan, 1906)[6]
- Leiocassis longibarbus (Cui, 1990)[7]
- Leiocassis longirostris (Günther, 1864)[8]
- Leiocassis macropterus (Vaillant, 1902)
- Leiocassis micropogon (Bleeker, 1852)[9]
- Leiocassis naso (Garman, 1912)
- Leiocassis poecilopterus (Valenciennes, 1840)
- Leiocassis saravacensis (Boulenger, 1894)[10]
- Leiocassis similis (Nichols, 1926)[11]
- Leiocassis tenebricus (Ng & Lim, 2006)[3]
- Leiocassis tenuifurcatus (Nichols, 1931)
- Leiocassis virgatus (Oshima, 1926)[12][13][14][15][16][17][18]